# Brian Irvin
Brian Irvin (né le 30 juillet 1970) est un athlète américain spécialiste du 200 mètres.
Il remporte la médaille d'or du relais 4 × 400 m des Championnats du monde en salle 1993 aux côtés de Darnell Hall, Jason Rouser et Danny Everett. L'équipe américaine devance, avec le temps de 3 min 04 s 20, les relais de Trinité-et-Tobago et du Japon. 
Son record personnel sur 200 m est de 20 s 77, établi le 28 mai 1994 à San José.

## Palmarès
| Année | Compétition                    | Lieu    | Place | Épreuve   |
| ----- | ------------------------------ | ------- | ----- | --------- |
| 1993  | Championnats du monde en salle | Toronto | 1er   | 4 × 400 m |